# DDR-Mannschaftsmeisterschaft im Schach 1951
Bei der DDR-Mannschaftsmeisterschaft im Schach 1951 gewann BSG Einheit-Ost-Leipzig die DDR-Mannschaftsmeisterschaft und wurde damit zweiter Mannschaftsmeister der DDR.
Die Meisterschaft 1949 in Wernigerode war die letzte Meisterschaft der Ostzone. In Binz auf Rügen fanden im September 1950 die ersten Mannschaftsmeisterschaften der DDR statt. Es wurden eine Meisterschaft der Jugend und eine Männermeisterschaft ausgetragen.
Die Endkämpfe der zweiten DDR-Mannschaftsmeisterschaften fanden im Herbst 1951 in Potsdam statt. An den Vorkämpfen in den Landesmeisterschaften und untergeordneten Spielklassen nahmen mehr als 20.000 Schachsportler teil. Die beiden Finale (Jugend- sowie Männermannschaften) wurden jeweils als Rundenturniere ausgetragen, wobei jede Mannschaft an zehn Brettern antrat. Insgesamt standen jeweils sechs Mannschaften bei den Männern und bei der Jugend im Finalturnier.

## Kreuztabelle der Männer-Mannschaften (Rangliste)
|   | Verein                               | 1   | 2   | 3   | 4   | 5   | 6   | Punkte |
| - | ------------------------------------ | --- | --- | --- | --- | --- | --- | ------ |
| 1 | BSG Einheit-Ost-Leipzig              |     | 4,0 | 7,0 | 6,5 | 9,0 | 8,5 | 35,0   |
| 2 | BSG Aufbau-Börde-Magdeburg           | 6,0 |     | 7,5 | 4,0 | 7,5 | 8,5 | 33,5   |
| 3 | BSG Empor-Werner Seelenbinder-Berlin | 3,0 | 2,5 |     | 7,0 | 8,5 | 8,5 | 29,5   |
| 4 | BSG Empor-Erfurt                     | 3,5 | 6,0 | 3,0 |     | 6,0 | 7,0 | 25,5   |
| 5 | BSG Einheit-Rostock                  | 1,0 | 2,5 | 1,5 | 4,0 |     | 5,0 | 14,0   |
| 6 | BSG Einheit-Landesregierung Potsdam  | 1,5 | 1,5 | 1,5 | 3,0 | 5,0 |     | 12,5   |

## Kreuztabelle der Jugend-Mannschaften (Rangliste)
|   | Verein                   | 1   | 2   | 3   | 4   | 5   | 6   | Punkte |
| - | ------------------------ | --- | --- | --- | --- | --- | --- | ------ |
| 1 | SG Lichtenberg 47-Berlin |     | 3,5 | 7,0 | 6,0 | 7,5 | 9,5 | 33,5   |
| 2 | BSG Chemie-Meißen        | 6,5 |     | 6,5 | 4,0 | 6,5 | 6,5 | 30,0   |
| 3 | BSG Stahl-Staßfurt       | 3,0 | 3,5 |     | 7,0 | 6,5 | 9,0 | 29,0   |
| 4 | BSG Einheit-Schwerin     | 4,0 | 6,0 | 3,0 |     | 6,0 | 8,5 | 27,5   |
| 5 | BSG Einheit-Mühlhausen   | 2,5 | 3,5 | 3,5 | 4,0 |     | 7,0 | 20,5   |
| 6 | BSG Textil-Forst         | 0,5 | 3,5 | 1,0 | 1,5 | 3,0 |     | 9,5    |

## Beste Einzelergebnisse
Am ersten Brett der Männer holten Wolfgang Pietzsch (Leipzig) und Hans Platz (Magdeburg) jeweils 4 Punkte aus 5 Partien. Das beste Ergebnis aller Männer hatte Mühlberg (Magdeburg) mit 5 aus 5.
Bei der Jugend war Burkhard Malich (Staßfurt) der Beste am ersten Brett mit 4 aus 5. Fritz Baumbach aus Berlin erzielte mit 5 aus 5 das beste Ergebnis aller Jugendlichen.